# جناب شهاب الدين
جناب شهاب الدين (21 مارس 1870، بيتولا - 12 فبراير 1934، إسطنبول) هو أديب وطبيب عثماني ثُمَّ تركي. درس الطب في الكلية العسكرية باسطنبول ثم سافر إلى فرنسا للتخصص. كان يميل إلى الأدب وأتاحت له الإقامة في فرنسا الإطلاع على الأدب الفرنسي، وبعد عودته عمل طبيبًا في مستشفى حيدر باشا وكاتبًا وشاعرًا في مجلة «المكتب» وبعد فترة التحق بأدباء مجلة «ثروة الفنون» التي كان يرأسها الشاعر توفيق فكرت. اشتهر شهاب الدين بمقالته التي جمعت في كتاب «أوراق الأيام» ومنها «رسائل من والد إلى ولده».